# Macrohaltica
Macrohaltica là một chi bọ cánh cứng trong họ Chrysomelidae.
Chi này được miêu tả khoa học năm 1959 bởi Bechyne.

## Các loài
Chi này gồm các loài:
- Macrohaltica crypta Santisteban, 2006